# Жене у Русији
Жене у Русији имају богату и разнолику историју током бројних режима током векова. Пошто је руско друштво мултикултурално, искуства жена у Русији значајно варирају по етничким, верским и друштвеним линијама. Живот етничке Рускиње може се драматично разликовати од живота жена из мањинских група попут Башкира, а живот жене из сеоске породице ниже класе може се разликовати од живота жене из више средњег статуса. класа градска породица. Ипак, заједнички историјски и политички контекст пружа оквир за говорење о женама у Русији уопште.

## Историја
Археолошки докази сугеришу да је данашња територија Русије била насељена још од праисторије: 1,5 милиона година старо Олдованско кремено оруђе откривено је у авганистанско-дагестанском региону Акуша на северном Кавказу, што показује присуство раних људи у Русији од врло рано време. Директни преци Руса су источни Словени и фински народи. Већи део 20. века историја Русије је у суштини историја Совјетског Савеза. Његов пад 1991. довео је, као иу већини земаља бившег комунистичког блока источне Европе, до економског колапса и других друштвених проблема.
Жене у Русији нису монолитна група, јер је сама земља веома разнолика: у Русији постоји скоро 200 националних/етничких група (77,7% су Руси – од 2010. ), и иако је већина становништва (у најмање номинално) православци, присутне су и друге религије, као што је ислам (отприлике 6%). Познате жене у руској историји су Ана од Русије, Елизабета од Русије, Катарина Велика и Јекатерина Воронцова-Дашкова.

### Осамнаести век
Жене Русије из осамнаестог века имале су на неки начин више среће од својих европских колега; у другима је живот Рускиње био тежи. Осамнаести век је био време друштвених и правних промена које су почеле да утичу на жене на начин који никада раније нису доживеле. Петар Велики је владао Русијом од 1682. до 1725. године и у то време донео је многе промене у руској култури, мењајући православне традиције које су постојале од пада Византијског царства 1450-их. Три главне друштвене класе присутне током ових реформи доживеле су промене у различитом степену у зависности од њихове близине цару и урбаним срединама где су реформе могле бити строже спроведене. Велики градови су пролазили кроз процес вестернизације брже и успешније од рубних сеоских села. Племкиње, жене из трговачког сталежа и сељанке (кметовине) сведочиле су петровским реформама на различите начине. За ниже класе тек су крајем осамнаестог века (у време владавине Катарине Велике) почеле да примећују било какве промене. Када су ове реформе почеле да мењају животе жена правно, оне су такође помогле да се прошире њихове способности у друштву. Петроградске реформе овог века омогућиле су веће учешће жена у друштву, док су раније биле само накнадна мисао као жене и мајке. „Промена положаја жена у руском друштву може се илустровати ништа боље него чињеницом да је пет жена владало царством, у своје име, укупно седамдесет година.

#### Законске промене
Вероватно најважнија правна промена која је утицала на животе жена био је Закон о појединачном наслеђу који је увео Петар Велики 1714. Закон је требало да помогне пореским приходима за Русију тако што је забранио да племићке породице поделе своју земљу и богатство међу више деце. Овим законом је практично окончана пракса искључивања жена из наслеђивања баштинских поседа. Закон о појединачном наслеђу разјашњен је указом из 1725. године. Настојала је да се позабави питањем наследних права удате ћерке. Закон је налагао да, ако иза мушкарца остану неудате ћерке, најстарија девојка наследи његово имање, док ће преостале сестре поделити његову покретну имовину. Његове удате ћерке, међутим, не би добиле ништа, пошто би добиле мираз у време када су се удале.
Године 1730. Ана Иванова је опозвала Закон о појединачном наслеђу, јер је био главна тачка оспоравања међу племством од када га је Петар први пут објавио 1714. После 1731. године, имовинска права су проширена и на наследство у земљишној својини. То је такође дало женама већу моћ над имањима која су им била завештана или примљена у мираз за венчање.

#### Образовање за жене
У предпетринским вековима руски цареви се никада нису бавили образовањем свог народа, ни богатих ни кметова. Реформе образовања биле су велики део петровске вестернизације; међутим, тек након реформи Катарине II, образовна права су се примењивала и на мушкарце и на жене сваке класе. Образовање за девојчице одвијало се углавном у кући јер су биле фокусиране на учење о својим обавезама супруге и мајке, а не на образовање. „Пружање формалног образовања за жене почело је тек 1764. и 1765. године, када је Катарина II основала најпре Смолни институт за девојке племства у Санкт Петербургу, а затим Новодевичји институт за ћерке обичних људи.

#### Жене у племству
У осамнаестом веку, петровске реформе и просветитељске идеје донеле су како добродошле тако и нежељене промене које су се захтевале од руског племства и аристократских породица. Ћерке у добростојећим породицама одгајане су у терему, која је обично била посебна зграда повезана са кућом спољним пролазом. Терем је коришћен за изолацију девојака у доби за удају и имао је за циљ да их одржи „чистима“ (сексуално неискусне). Ове девојке су одгајане искључиво на перспективи да се удају да би повезале своју породицу са другом аристократском породицом. Многе сеоске и урбане куће нижег слоја нису имале простора за раздвајање младих жена, тако да није било одређеног простора који би их држао изолованим. Жене нижих слојева морале су да живе и раде са својом браћом, очевима и мужевима, као и да заједно са њима управљају свим кућним пословима. Брачни обичаји су се постепено мењали са новим реформама које је увео Петар Велики; просечна старост за ступање у брак се повећала, посебно у градовима међу богатијим људима најближим цару и јавности. „До краја осамнаестог века невесте су у градовима обично имале петнаест до осамнаест година, а чак су и на селима млади бракови постајали све ређи. Закони о браку били су значајан аспект петровских реформи, али су каснији цареви морали да их исправљају или разјашњавају због честих нејасноћа. Године 1753. издат је декрет којим се гарантује да племићке породице могу да обезбеде ћеркино наследство земље тако што ће је учинити делом мираза који ће имати приступ када се уда.  Сталне промене имовинских права биле су важан део петровских реформи којима су жене биле сведок. Породични и брачни спорови често су долазили у судски систем због забуне око мираза и права које је требало да обезбеди, у случају смрти оца или у спорним разводима. За жене, право на поседовање и продају имовине било је ново искуство које је дошло само због постепене вестернизације Русије у осамнаестом веку.

#### Жене у трговачком сталежу
Жене из трговачке класе су такође уживале ново дате слободе да поседују имовину и управљају њом; са овом новом десницом жене вишег слоја стекле су више независности од својих патријархалних ограничења. Жене мушкараца из трговачког сталежа имале су више независности од жена племства или сељака због природе посла свог мужа, посебно када су њихови мужеви били одсутни од куће на државној служби, јер су то били често и на дуже временске периоде. Права удатих жена из племства и трговаца да поседују и управљају сопственом имовином пружила су им прилику да се укључе у комерцијалне и производне подухвате.

#### Жене у сељаштву
Живот међу сељачком класом био је тежак, без обзира да ли је тај сељак мушко или женско; свако је водио животе испуњене напорним радом. Учествовали су у раду на њиви и у изради рукотворина. Од жена се очекивало да раде домаће послове као што су кување, ткање одеће и чишћење за своје породице. У време садње и жетве, када је била потребна помоћ на њивама, жене су радиле са својим мужевима на орању, сејању семена, затим сакупљању и припремању усева. Почетком осамнаестог века, просечна старост сељанки за удају била је око дванаест година. У то време су још увек учили шта би се очекивало од њих као жена и такође им је била потребна сагласност родитеља да се венчају. „Захтев закона из 1649. да се девојке не удају пре петнаесте године ретко је поштован. Биле су потребне разне дозволе за склапање брака; удовице и неудате жене које живе на имању у власништву државе морале су да добију дозволу сеоске скупштине пре него што су могле да се удају за било кога. Младе сељанке (као и друге Рускиње) провеле су много више година у рађања као удате жене него њихове колеге у Западној Европи. Порођај је био опасан и за мајку и за дете у осамнаестом веку, али ако би сељанка могла, потенцијално би могла да роди, у просеку, седморо деце. У оштрој клими руске степе, и радничком животу од раног детињства, можда би половина све деце живела до одраслог доба. „Рођење њеног првог детета, по могућности сина, утврдило је њен положај у домаћинству њеног мужа. Како је наставила да рађа синове, њен статус се додатно побољшао.” Руским сељачким породицама била је потребна помоћ у пољу и за управљање домаћинством; не могавши никога да ангажује за ове послове, деца су била једини начин да добију помоћ која им је била потребна. Имати сина је осигурало да се породично име настави као и свака имовина коју би могли да поседују, мада како су петровске реформе ступиле на снагу, постало је подједнако исплативо имати девојчицу. Међутим, жене било које класе могле су се ретко обраћати црквеним судовима да би решиле брачне сукобе.

### 1850—1917.
Средином деветнаестог века, западноевропски појмови једнакости почели су да се примећују у Русији. Године 1859. Царски универзитет у Санкт Петербургу је дозволио женама да врше ревизију својих курсева, али је та политика укинута само четири године касније. Шездесетих година 18. века у Санкт Петербургу је почео да се спаја феминистички покрет, предвођен Аном Философовом (1837-1912), Надеждом Стасовом (1835—1895) и Маријом Трубниковом (1835—1897), заједно познатим као "тријумвират". Заједно са члановима петербуршких литерата, као што је Евгенија Конради (1838—1898), они су тражили од универзитета да образују жене и писали истакнутим мушким личностима да подрже њихову ствар. Ова група је такође основала организације како би помогла невезаним женама да постану финансијски самодовољне, а 1878. помогле су да се успоставе Бестужевски курсеви, који су по први пут дали руским женама поуздан приступ високом образовању. До раних 1900-их Русија се хвалила више докторки, адвоката и учитељица него скоро било која земља у Европи – чињеница коју су многи са дивљењем приметили страни посетиоци. Међутим, већину образовних користи су пожњеле урбане жене из средње и више класе. Док је стопа писмености полако расла широм Руског царства, образовне и друге могућности за сељаке су остале релативно мале. Њихова главна улога је била да имају децу.
Године 1910. Поликсена Шишкина-Иавеин (1875—1947), прва жена гинеколог у Русији, постала је председница Руске лиге за права жена. Лига је учинила опште женско право гласа за свој примарни циљ, а под вођством Шишкине-Иавеин, покрет за право гласа је стекао велику подршку народа, како у Русији, тако иу иностранству. У марту 1917. Привремена влада, која је заменила аутократију цара Николаја II, дала је руским женама право да гласају и да имају политичке функције. То је била прва таква реформа коју је спровела велика политичка сила.

### Совјетско доба: феминистичке реформе
Устав СССР гарантовао је равноправност жена – „Жене у СССР-у имају једнака права са мушкарцима у свим сферама економског, државног, културног, друштвеног и политичког живота“. (члан 122).
Током 70 година совјетске ере, улоге жена биле су сложене.  Жене у Совјетској Русији постале су витални део мобилизације у радну снагу, а ово отварање жена у секторима који су раније били недостижни омогућило је могућности за образовање, лични развој и обуку. Одговорности идеалне индустријске совјетске жене значиле су да је испуњавала радне квоте, никада се није жалила и чинила све за бољитак Совјетске Русије. Ова очекивања су била додатак стандардима који се траже од жена у сфери домаћинства.
Руска револуција 1917. успоставила је правну равноправност жена и мушкараца. Лењин је видео жене као радну снагу која је раније била неискоришћена; подстицао је жене да учествују у комунистичкој револуцији. Рекао је: „Ситни кућни послови гњече, гуше, заглупљују и деградирају [жену], везују је ланцима за кухињу и дечију собу, и трати њен рад на варварски непродуктиван, ситничав, нервирајући, заглупљујући и разбијајући труд. Бољшевичка доктрина је имала за циљ да економски ослободи жене од мушкараца, а то је значило омогућавање женама да уђу у радну снагу. Број жена које су ушле у радну снагу порастао је са 423.200 1923. на 885.000 1930.
Да би постигла ово повећање броја жена у радној снази, нова комунистичка влада је у октобру 1918. издала први Породични законик. Овај законик је одвојио брак од цркве, омогућио пару да бира презиме, дао ванбрачној деци иста права као и закониту децу, дао права на материнска права, заштиту здравља и безбедности на раду, а женама дао право на развод на продужени рок. основе. Совјетска влада је 1920. легализовала абортус. Године 1922. брачно силовање је забрањено у Совјетском Савезу. Закони о раду су такође помогли женама. Жене су добиле једнака права у погледу осигурања за случај болести, осмонедељног плаћеног породиљског одсуства и стандарда минималне зараде који је био одређен и за мушкарце и за жене. Оба пола су такође имала плаћени годишњи одмор. Совјетска влада је донела ове мере како би произвела квалитетну радну снагу оба пола. Иако је реалност била да све жене нису добиле ова права, оне су успоставиле стожер традиционалних система руске империјалистичке прошлости.
Да би надгледала овај кодекс и женске слободе, Сверуска комунистичка партија (бољшевици) је 1919. године основала специјализовано женско одељење, Женотдел. Одељење је производило пропаганду која је охрабривала више жена да постану део градског становништва и комунистичке револуционарне партије. Двадесетих година 20. века дошло је до промена у урбаним центрима породичне политике, сексуалности и политичког активизма жена. Стварање „нове совјетске жене“, која ће бити самопожртвована и посвећена револуционарном циљу, утрла је пут очекивањима жена. Године 1925, са порастом броја развода, Женотдел је направио други породични план, предлажући ванбрачни брак за парове који су живели заједно. Међутим, годину дана касније, влада је усвојила закон о браку као реакцију на де фацто бракове који су изазивали неједнакост жена. Као резултат спровођења политике Нове економске политике (НЕП) 1921–1928, ако је мушкарац напустио своју де фацто жену, она није била у могућности да обезбеди помоћ. Мушкарци нису имали правне везе и као такви, ако би жена затруднела, он би могао да оде, а не би био законски одговоран да помаже жени или детету; то је довело до повећања броја деце бескућника.  Пошто де фацто супруга није уживала никаква права, влада је настојала да то реши Законом о браку из 1926. године, дајући регистрованим и нерегистрованим браковима једнака права и наглашавајући обавезе које произилазе из брака. Бољшевици су такође успоставили „женске совјете“ (рус. женсоветы - једнина: рус. женсовет  ) за пружање услуга женама и подршку.
Године 1930. Женотдел се распао, пошто је влада тврдила да је њихов посао завршен. Жене су почеле да улазе у совјетску радну снагу у невиђеним размерама. Међутим, средином 1930-их дошло је до повратка традиционалнијим и конзервативнијим вредностима у многим областима социјалне и породичне политике. Абортус је постао илегалан, хомосексуалност је проглашена злочином, правне разлике између законите и ванбрачне деце су обновљене, а развод је поново постао тежак за постизање. Жене су постале хероине дома и жртвовале су се за своје мужеве и требале су да створе позитиван живот код куће који би „повећао продуктивност и побољшао квалитет рада“. Четрдесете су наставиле традиционалну идеологију - нуклеарна породица је била покретачка снага тог времена. Жене су носиле друштвену одговорност мајчинства која се није могла занемарити.
Постојале су и неке локалне женске организације. На пример, група азербејџанских бољшевичких жена у Азербејџанској Совјетској Социјалистичкој Републици основала је (1920.) Клуб Али Бајрамов, женски клуб посвећен откривању муслиманских жена, промовисању женске писмености, пружању могућности женама за стручну обуку и запошљавање и организовању слободних и културних догађаја.
Током стаљинистичке ере (1927-1953), жене су такође постале жртве чистки које су захватиле земљу. Од 1934. до 1940. број жена затворених у систему Гулага порастао је са 30.108 на 108.898. Жене нису слане у логоре за принудни рад, већ су радиле у логорима који су били текстилне или шиваће фабрике, и само су биле приморане на тешке послове као казну. Жене у логорима су често биле жртве насиља и/или сексуалног злостављања. У исто време, „Литература хвала“ настала је као резултат култа личности који је Стаљин применио, а чланци у женским часописима хвалили би Стаљина за посао који је урадио за жене.
Током учешћа Совјетског Савеза (1941—1945) у Другом светском рату, жене су биле пример отаџбине и патриотизма. Многе су постале удовице током рата, због чега је већа вероватноћа да ће осиромашити. Пошто су мушкарци позвани да помогну у борбама, умешале су се жене - неке су преузеле контролу над државним фармама и великим колективним фармама. Године 1942. жене су чиниле преко половине пољопривредне радне снаге. Совјетске жене нису преузеле само улоге у индустрији и пољопривреди: 8.476 девојака придружило се Црвеној армији или совјетској морнарици да помогну у Великом отаџбинском рату. Мото тог времена је био: „Совјетске жене су све своје снаге дале отаџбини... никакве тешкоће на путу изградње мира нису их могле уплашити“.
Совјетске власти су укинуле забрану абортуса 1955. године – након скоро 20 година забране, абортус је поново постао легалан. Након Стаљинове смрти у марту 1953. године, совјетска влада је поништила законе из 1936. и издала нови закон о абортусу.
Валентина Владимировна Терешкова (руски: Валентина Владимировна Терешкова; рођена 6. марта 1937) била је прва жена која је летела у свемир, након што је изабрана између више од четири стотине кандидата и пет финалиста за пилотирање мисије Восток 6 16. јуна 1963. Пре него што је регрутована као космонаут, Терешкова је била монтажер у текстилној фабрици и аматерски падобранац. Да би постала космонаут, Терешкова је само часно примљена у совјетско ваздухопловство и тако је постала и први цивил који је летео у свемир. Током своје тродневне мисије, извршила је разне тестове на себи како би прикупила податке о реакцији женског тела на лет у свемир.
Совјетски устав из 1977. подржавао је права жена како у јавном животу (члан 35), тако иу породичном животу (члан 53). Устав је јасно разјаснио вишеструке улоге жене: да се образује и да ради за добробит друштва, као и да буде мајка и одгаја следећу генерацију совјетских грађана.

### 1990-их
Жене у постсовјетској Русији изгубиле су већину државних бенефиција које су уживале у СССР-у. Међутим, као иу совјетској ери, Рускиње су 1990-их доминирале у економским секторима где су плате ниске, и наставиле су да примају мање плате од мушкараца за упоредиве позиције. Године 1995. мушкарци у здравству зарађивали су у просеку 50 одсто више од жена у тој области, а мушкарци инжењери у просеку за 40 одсто више од својих колегиница. Упркос томе што су у просеку боље образоване од мушкараца, жене су остале у мањини на вишим руководећим позицијама. У каснијој совјетској ери, плате жена у просеку су износиле 70 процената мушких; до 1995. тај број је износио 40 процената, према московском Центру за родне студије. Према извештају из 1996. године , 87 процената запослених у урбаним Русима који зарађују мање од 100.000 рубаља месечно су биле жене, а проценат жена се константно смањивао у вишим платним категоријама.
Према извештајима, жене су углавном прве које се отпуштају, а суочавају се и са другим облицима дискриминације на послу. Компаније које се боре често отпуштати жене како би избегле плаћање бенефиција за негу детета или одобравање породиљског одсуства, како закон и даље налаже. Године 1995. жене су чиниле око 70 процената незапослених у Русији, ау неким областима чак 90 процената.

#### Насиље
Социолошка истраживања показују да је сексуално узнемиравање и насиље над женама порасло на свим нивоима друштва током 1990-их. Више од 13.000 силовања пријављено је 1994. Године 1993. процењује се да је 14.000 жена убијено од стране својих мужева или љубавника, око двадесет пута више од броја у Сједињеним Државама и неколико пута више од броја у Русији пет година раније. Више од 300.000 других врста злочина, укључујући злостављање супружника, почињено је над женама 1994. године; 1996. године Државна дума (доњи дом Савезне скупштине, руски парламент) израдила је нацрт закона против насиља у породици.

#### Женске организације
Независне женске организације, облик активности потиснут у совјетско доба, формиран у великом броју 1990-их на локалном, регионалном и националном нивоу. Једна таква група је Центар за родне студије, приватни истраживачки институт. Центар анализира демографске и социјалне проблеме жена и делује као спона између руских и западних феминистичких група. Путујућа група под називом Феминистичка алтернатива нуди женама тренинг асертивности. Појавиле су се многе локалне групе које су се укључиле у судске поступке у име жена, да би успоставиле програме подизања свести о силовању и насиљу у породици (од којих је десетак било активно 1995. године) и да би помогло женама у оснивању предузећа. Још једна истакнута организација је Унија жена Русије, која се фокусира на програме обуке за посао, саветовање у каријери и развој предузетничких вештина са циљем да се женама омогући да се успешније такмиче у новој тржишној економији Русије. Упркос пролиферацији таквих група и програма, средином 1990-их већина Руса (укључујући многе жене) остала је презрива према њиховим напорима, што многи сматрати неку врсту западне субверзије традиционалних (совјетских, па чак и пресовјетских) друштвених вриједности.

#### Радни однос
Престанак совјетског гарантовања права на рад изазвао је озбиљну незапосленост и међу мушкарцима и међу женама. Након пада СССР-а 1991. године, многе жене које су раније радиле као инжењери, научници и учитељице, морале су да прибегну проституцији да би прехраниле себе и своју породицу. Најчешћи понуђени посао у новим предузећима је посао секретарша (секретар /рецепционар), а огласи за такве позиције у компанијама приватног сектора често наводе физичку привлачност као примарни услов (услов који је незаконит у владиним организацијама). Руски закон предвиђа чак три године затвора за сексуално узнемиравање, али се закон ретко примењује. Иако је Фонд за заштиту од сексуалног узнемиравања ставио на црну листу 300 московских фирми у којима је познато сексуално узнемиравање  да су се десили, захтеви за сексом, па чак и силовање су још увек уобичајена појава на послу.
Руски закон о раду наводи 98 занимања која су забрањена женама, јер се сматрају превише опасним по здравље жена, посебно по репродуктивно здравље (до 2019. број је био 456 ).

#### Политичко учешће
На националном нивоу, најзапаженија манифестација новог политичког успеха жена била је партија Жене Русије, која је освојила 11 одсто гласова и двадесет пет мандата на националним парламентарним изборима 1993. Након тога, партија је постала активна у низу питања, укључујући противљење војној кампањи у Чеченији која је почела 1994. године. На националним парламентарним изборима 1995. године, блок Жена Русије одлучио је да задржи своју платформу непромењеном, наглашавајући социјална питања као што су заштита деце и жена, уместо да улази у коалицију са другим либералним странкама. Као резултат тога, партија није успела да достигне цензус од 5 одсто гласова који је потребан за пропорционалну заступљеност у новој Државној Думи, добивши само три места на изборима са једним мандатом. Странка је размишљала о кандидовању кандидата на председничким изборима 1996. године, али је остала ван препуног терена.
Мања организација, Руска женска партија, кандидовала се као део неуспешне коалиције са неколико других отцепљених партија на изборима 1995. године. Неколико жена, као што је Ела Памфилова из Републиканске партије Русије, Russian Socialist Workers' Party шефица Људмила Вартазарова и Валерија Новодворскаја, лидерка Демократске уније, етаблирали су се као утицајне политичке личности. Памфилова је стекла посебан статус као заговорник жена и старијих људи.

#### Покрет војничких мајки
Покрет војничких мајки основан 1989. да би разоткрио кршења људских права у оружаним снагама и да би помогао младима да се одупру регрутoвању. Покрет је стекао национални значај кроз своје противљење ратовима у Чеченији 1994-2009. Организовани су бројни протести, а представници су отишли у главни град Чеченије Грозни да захтевају ослобађање руских заробљеника и лоцирање несталих војника. Група, која је 1995. имала 10.000 чланова, такође је лобирала против продужења рока обавезне војне службе.

#### Владини званичници
Жене су заузимале мало утицајних позиција у извршној власти руске националне владе. Једно место у Влади (кабинету), Minister of Social Protection, постала је „традиционална” женска позиција; 1994. Елла Памфилова је на тој функцији пратила Људмила Безлепкина, која је била на челу министарства до краја првог мандата председника Бориса Јељцина средином 1996. године. Татјана Параманова је годину дана била вршилац дужности председника Руске централне банке пре него што ју је Јељцин заменио у новембру 1995, а Tat'yana Regent је био шеф Федералне службе за миграције од њеног оснивања 1992. до 1999. године. Пре избора 1995. године, жене су имале око 10 одсто места у парламенту: педесет седам од 450 места у доњем дому Државне думе и девет од 178 места у горњем дому парламента, Савету Федерације. Совјетски систем попуњавања законодавних места углавном је додељивао женама око једне трећине места у републичким законодавним тијелима и половину места у локалним совјетима, али су се те пропорције драстично смањиле са првим вишестраначким изборима из 1990. године.

## Савремена ситуација
Члан 19. Устава Русије из 1993. гарантује једнака права женама и мушкарцима. По Закону о раду, жене имају право на плаћено породиљско одсуство, плаћено родитељско одсуство и неплаћено родитељско одсуство, које се може продужити до 3. године живота детета.
Жене сада генерацијама раде ван куће; Породице са двојним приходима су најчешће: стопа запослености жена и мушкараца је 66,1%, односно 76,2% (од 15 до 64 године, од 2018. године). Ипак, жене се често суочавају са дискриминацијом на тржишту рада; а у самом закону је наведено 100 занимања која су забрањена женама, јер се сматрају преопасним по њихово здравље, посебно репродуктивно здравље (до 2019. број је био 456). Упркос томе, многе Рускиње су постигле успех у послу.
Укупна стопа фертилитета у Русији је 1,61 од 2015, што је, иако испод стопе замене од 2,1, и даље више него 1990-их.

### Савремена ситуација за политичарке у Русији
Године 1999. било је само четири (највише) жене које су биле део месечног рангирања утицајних руских политичара Независимаје газете, од којих је највише рангирана била Татјана Дјаченко, ћерка Бориса Јељцина. Количина жена у руској политици се повећала; на савезном нивоу, то је делимично последица изборних победа блока Жена Русије у Думи. Током 1990-их дошло је до повећања броја жена у законодавству; још један значајан пораст догодио се током избора 2007. године, када је свака већа политичка партија повећала број женских кандидата. Иако је у Русији дошло до повећања удела жена у политици, то није довело до повећања родне равноправности у руском друштву уопште. Студија из 2016. тврди да дескриптивна заступљеност жена у руској политици неће бити у складу са њиховом способношћу да покажу суштинску заступљеност јер су политичарке у Русији „уклесане неформалним правилима и паралелним институцијама и положајима, без практично никаквих могућности да се залажу за жене. Штавише, политичарке су у руским медијима приказане на врло специфичан начин што додатно открива њихову сврху као блесаве реквизите, а не као законодавце које јавност треба озбиљно схватити. Жене Думе се често фотографишу како се шминкају на спрату законодавног тела, као и да их мушки колеге љубе у руку, да наведемо два примера њиховог родног приказа. Путинов режим је промовисао жене да буду „заступници“ у временима кризе или промена, „лојалисти“. “ и „сховгирлс” када режим треба да покаже изборе и репрезентацију, и „чистачице” када појава корупције угрожава режим.”
Постоји значајно модерно јавно расположење које се противи присуству жена у руској политици. Налази независне истраживачке студије из 2017. откривају културу која "није спремна" за жене лидерке. У 2017. сваки трећи Рус „не одобрава жене у политичкој сфери“. У 2016. само двадесет одсто испитаника се тако осећало. Иста студија је такође закључила да је одговор против родне равноправности међу „високим ешалонима моћи“ у 2017. био јачи (38%), упоредно, него 2016. године, када је само 28% испитаника изнело ове ставове. Штавише, само 33% испитаника би поздравило жену председника.

## Декриминализација насиља у породици
У јануару 2017. Доњи дом руског законодавства је први пут декриминализовао насиље у породици. Ово се односи на прва кривична дела која не изазивају тешку повреду, па се са максималне казне од две године затвора смањује на највише петнаест дана у полицијском притвору. То је постало управни прекршај, са казном за прве прекршаје који потпадају под Управни законик, а то су обично новчане или условне казне ако је оптужени члан породице, што чини огромну већину случајева насиља у породици. За друго дело и даље, сматра се кривичним делом, које се гони по Кривичном законику. Овај потез је широко виђен као део заокрета који је спонзорисала држава ка традиционалним вредностима под Путином и удаљавања од либералних схватања индивидуалних и људских права. Председник Путин је потписао закон у фебруару 2017. „Гардијан“ је у фебруару 2017. објавио да „према неким проценама, једна жена умре сваких 40 минута од породичног злостављања“. Human Rights Watch је изузетно критички реаговао на овај закон, дајући препоруке руском законодавству да преокрене курс повећањем заштите за жртве насиља у породици. Да би поткрепио ову препоруку, Хуман Ригхтс Ватцх цитира независну студију која закључује да су Рускиње три пута веће шансе да се суоче са насиљем од стране члана породице или вољене особе него странца. Штавише, Human Rights Watch је приметио да само 3% случајева насиља у породици у Русији иде на суђење, и примећује да декриминализација из 2017. додатно отежава кривично гоњење насилника.
Декриминализација насиља у породици из 2017. године супротставила се током две деценије активизма у корист повећаних казни за насилнике. 1993. године, на првој Државној Думи, странка Жене Русије је израдила нацрт закона против насиља у породици; петиција у корист кодификације става против такве злоупотребе добила је 884.000 потписника широм земље. Напори 2012-2016 да се изради закон који би жртвама насиља у породици омогућио да поднесу забрану приласка својим насилницима, као и да финансирају склоништа и „гарантују судску и психолошку помоћ“, на крају су одбијени. У 2019. години, група активиста за женска права и политичарки, укључујући потпредседницу Савета федерације Русије Галину Карелову, промовисала је још један предлог закона против насиља у породици. На крају, и овај напор је одбачен, пре свега од стране Руске православне цркве, чија је „Патријаршијска комисија за породицу и заштиту материнства и детињства“ лобирала против предлога закона, називајући га „антипородичним“ и „умањујућим права и слободе“. људи који су изабрали породични начин живота и рађања и подизања деце“. Комисија даље тврди да предлог закона „неправедно преоптерећује породице и родитеље” и „уводи казну за породични живот”. Демонстранти желе да држе подаље владино мешање од куће, међутим, студија Државног универзитета Санкт Петербурга открива да се 90% случајева насиља у породици дешава у кући и да је 85-91% жртава насиља у браку Жене.
Закључавање због пандемије COVID-19 заробило је многе жене код куће са својим насилницима. Русија је првобитно негирала пораст насиља у породици, упркос томе што су националне организације за насиље у породици пријавиле своју неспособност да одрже корак са стрмим порастом позива жртава. Жене су кажњене због кршења карантина како би побегле од насилника до маја 2020. године, када је влада коначно прогласила насиље у породици ванредним стањем у којем је кршење карантина било прихватљиво. У марту 2020, Путин је потписао закон којим се пооштравају казне за кршење карантина, које укључују казне до 640 долара (више за компаније и јавне службенике). Ако би њихове радње изазвале здравствене проблеме других или чак смрт, они који прекрше карантин би добили најмање 5-7 додатних година затвора и новчане казне у вредности до 4.800 долара. У међувремену, према руском закону о насиљу у породици, кривично дело је само злостављање које резултира хоспитализацијом жртве; први прекршиоци кажњавају се новчаном казном од само 88 USD.

## Спорт
Русија има дугу историју успешних клизачица и гимнастичарки. Уметничко клизање је популаран спорт; 1960-их година Совјетски Савез је постао доминантна сила у уметничком клизању, посебно у клизању у пару и плесу на леду; а то се наставило и након распада СССР-а. Уметничка гимнастика је међу најпопуларнијим спортовима у Русији; Светлана Хоркина је једна од најуспешнијих гимнастичарки свих времена. Једна од најпознатијих тенисерки је Марија Шарапова која је са само 18 година постала прва тенисерка света. Рускиње су такође међународно успешне у многим другим спортовима, као што су атлетика, кошарка, тенис и одбојка.

## Трговина људима
Као и у другим бившим комунистичким земљама, пад државне планске економије након распада СССР-а довео је до повећаних социоекономских проблема, као што су незапосленост, несигурност и криминал. Ово је створило плодно тло за трговину људима, посебно за трговину сексом.
Жене и деца који живе у сиромаштву су у највећем ризику да постану жртве трговине људима. Проституција у Русији се брзо проширила последњих година, а жене из малих градова и руралних подручја мигрирају (вољно или невољно) у велике градове као што су Москва, Санкт Петербург, Омск или Јекатеринбург да би се бавиле проституцијом. Рускиње су такође намамљене у иностранство лажним обећањима о пословима као што су плесачице, манекенке, конобарице или кућне помоћнице и на крају бивају ухваћене у ситуацијама присилне проституције. Међутим, Русија је ратификовала Протокол УН-а о трговини људима и предузела кораке да обузда овај феномен.

### Историографија
- Pushkareva, Natalia; Zolotukhina, Maria (2018). „Women's and Gender Studies of the Russian Past: Two contemporary trends”. Women's History Review. 27 (1): 71—87. doi:10.1080/09612025.2016.1250545..
- Pushkareva, Natalia (2019). „My Women's History, My Memory”. Kritika: Explorations in Russian and Eurasian History. 20 (3): 577—582. doi:10.1353/kri.2019.0041..

### Примарни извори
- Енгел, Барбара Алперн и др. едс. Сопствена револуција: Гласови жена у совјетској историји (1997)